# Guarame
Guarame es un poblado de la isla de Margarita en el estado Nueva Esparta, Venezuela.  Está ubicado en las faldas de los Cerro Matasiete y Cerro Guayamurí. Debe su nombre a un ave que abundaba en las faldas de los cerros Matasiete y Guayamurí, montañas que rodean esta población, ubicada en el Municipio Antolín del Campo. Es un sitio de descanso para algunos personajes de la vida política y del entretenimiento de Venezuela.[cita requerida]

## Poblaciones y playas cercanas
- Atamo
- El Salado
- Playa Guacuco